# Pia Laus-Schneider
Pour les articles homonymes, voir Laus et Schneider.
Pia Laus épouse Schneider (née le 2 mai 1968 à Francfort-sur-le-Main) est une cavalière germano-italienne de dressage.

## Carrière
Pia Laus est la fille d'un Italien et d'une Allemande et a les deux nationalités à la naissance.
Pia Laus-Schneider vit longtemps à Wetter (Ruhr). En 1988, elle est étudiante à l'université de la Ruhr à Bochum et passe son deuxième examen d’État en juin 1997. Elle travaille ensuite dans un cabinet d’avocats à Hagen.
Jusqu'en 1990, Laus-Schneider gagne les concours de dressage pour l'Allemagne, notamment trois Championnats d'Europe espoirs, où elle est deux fois championne d'Europe dans son groupe d'âge. En 1990, elle fait valoir la nationalité hérité de son père et commence à représenter l'Italie. La même année, elle participe aux premiers Jeux équestres mondiaux puis à trois Jeux Olympiques en 1992, 1996 et 2000. Durant cette période, elle est entraînée par Uwe Schulten-Baumer.
À partir de 2003, elle est élue porte-parole et représentante FEI des cavaliers de dressage.
Elle épouse le cavalier d'obstacles Ralf Schneider (ancien participant de la Coupe des Nations) et a trois enfants. Après son déménagement dans les installations familiales de Klockenhagen, elle crée en 2009 un centre équestre à Wöpkendorf. La même année, elle reprend les compétitions de dressage au niveau Grand Prix. À partir de l'été 2012, elle est de nouveau dans des compétitions internationales. Avec le hongre Shadow, elle peut obtenir des résultats réguliers de plus de 70% à partir de l'été 2016. En juin 2017, elle figure avec Shadow au 73e rang mondial, elle est l'Italienne la mieux classée.

## Chevaux
- Adrett (né en 1978), étalon westphalien
- Liebenberg (né en 1979), étalon hanovrien
- Renoir (né en 1987), hongre westphalien brun
- Worcester (né en 2000), hongre oldenbourg
- Shadow (né en 2006), hongre mecklembourgeois brun